# キリストの変容 (ルドヴィコ・カラッチ)
『キリストの変容』（キリストのへんよう、伊: Trasfigurazione、英: Transfiguration）は、イタリア・バロック期のボローニャ派の画家ルドヴィコ・カラッチが1595年にキャンバス上に油彩で制作した祭壇画である。現在、ボローニャ国立絵画館に所蔵されている。本作より前の1588-1590年に描かれた同主題作がエジンバラのスコットランド国立美術館に所蔵されている。

## 作品
この祭壇画は、ボローニャ・サン・ピエトロ聖堂のためにディオニジオ・ラッタ司祭により委嘱された。この教会は隣接するドミニコ会派の修道院と関連があった。これら2つの建物は現在、私立小学校として使用されている。芸術批評家カルロ・チェーザレ・マルヴァージアは、この作品について「クローズアップで見ると、自然といえるようなものをはるかに超越していて恐ろしかったが、遠距離から見ると心地よいものである」と述べている。

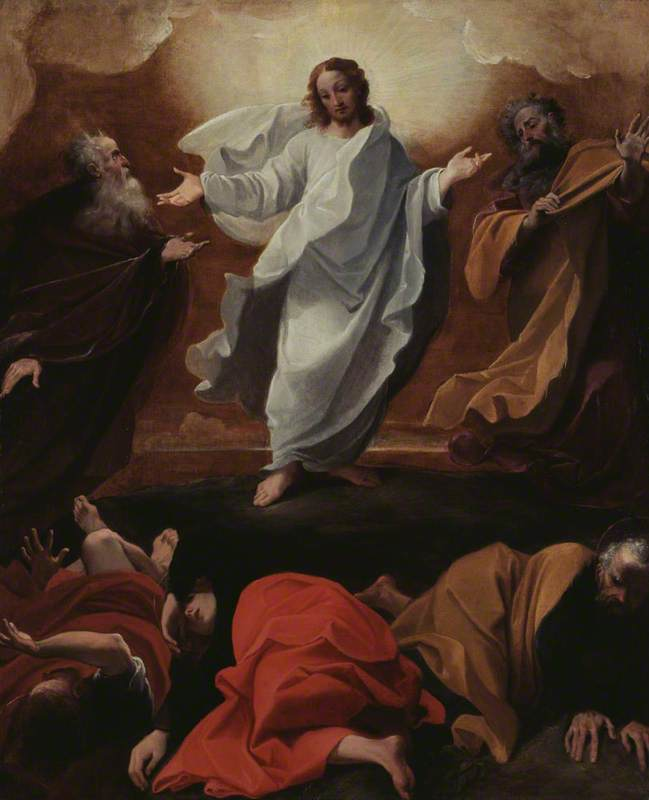
ルドヴィコ・カラッチ『キリストの変容』 (1588-1590年)、スコットランド国立美術館、エジンバラ

この絵画はイエス・キリストの変容を表している。「マタイによる福音書」 (17章:1-8)、「マルコによる福音書」 (9章2-8)、「ルカによる福音書」 (9章28-36) によれば、キリストは3人の使徒のペテロ、ヤコブ、ヨハネとともに高い山に登った。山上でキリストが祈っていると、その顔が太陽のように明るく輝き、服が白くなって、預言者モーセ (光の角が生えている) とエリヤが現われる。そして、これから迎えるキリストの死について話し始めた。キリストの神としての本質が使徒たちに直接明かされた瞬間である。ペテロが3人のために仮小屋を作るというと、「これは愛する私の子、私の心に適う者。これに聞け」という神の言葉が響き、弟子たちはただ恐れ慄き、ひれ伏すことしかできなかった。キリストに励まされて、使徒たちが顔を上げると、預言者の姿は消え、キリストは1人になっていた。